# Paolo Zane
Paolo Zane (Venezia, 1460 – Brescia, marzo 1531) è stato un vescovo cattolico italiano.

## Biografia
Membro della famiglia patrizia veneziana degli Zane, succedette appena ventenne allo zio Lorenzo quale vescovo di Brescia, occupando la sede episcopale per quasi cinquant'anni.
Durante i molti anni del suo episcopato, divenne noto per essere uno dei più importanti controriformisti della Serenissima: dimostrò particolare attenzione, ad esempio, all'operato dell'inquisizione, che contribuì a diffondere in Brescia e territorio, agendo soprattutto ad Edolo. Nel 1510 60 sospette streghe furono arse vive sul rogo per una sua condanna.
Eletto vescovo della diocesi di Brescia il 19 dicembre 1480, si rivelò attento alle esigenze spirituali della propria comunità. Nel 1505 fece realizzare una nuova urna in marmo per le reliquie di san Tiziano di Brescia, conservata all'interno della chiesa dei Santi Cosma e Damiano.
Nel 1531 donò alla comunità religiosa bresciana un frammento ligneo ritenuto proveniente dalla Vera Croce di Gesù. La cosiddetta "Croce del vescovo Zane" troverà definitiva collocazione nell'omonimo reliquiario solo nel 1841.
Morì nel 1531 e fu sepolto nella basilica di San Pietro de Dom.

## Stemma
- Troncato: d'azzurro e d'argento alla volpe saliente dell'uno nell'altro.[2]